# Ghiacciaio Woodberry
Il ghiacciaio Woodberry è un ghiacciaio lungo circa 15 km situato nella parte nord-occidentale della Dipendenza di Ross, nell'Antartide orientale. Il ghiacciaio, il cui punto più alto si trova a circa 1000 m s.l.m., si trova nell'entroterra della costa di Scott, nella regione settentrionale delle montagne del Principe Alberto, dove fluisce verso sud scorrendo tra il monte Fearon, a est, e le cime Evans, a ovest, fino a unire il proprio flusso a quello del ghiacciaio David.

## Storia
Il ghiacciaio Woodberry è stato mappato da membri dello United States Geological Survey (USGS) grazie a fotografie aeree scattate dalla marina militare statunitense nel periodo 1956-62, e così battezzato dal Comitato consultivo dei nomi antartici in onore di Barry D. Woodberry, un fisico della ionosfera di stanza alla base Amundsen-Scott nell'inverno del 1966.